# 桂叶山牵牛
桂叶山牵牛（学名：Thunbergia laurifolia）为爵床科山牵牛属的植物。分布在台湾岛、马来半岛、中南半岛以及中国大陆的广州等地。

## 别名
桂叶老鸦嘴（广州植物志）樟叶邓伯花、月桂藤（台湾物种名录）